# Hyastenus uncifer
Hyastenus uncifer is een krabbensoort uit de familie van de Epialtidae. De wetenschappelijke naam van de soort is voor het eerst geldig gepubliceerd in 1900 door Calman.